# Saint-Riquier-en-Rivière
Saint-Riquier-en-Rivière település Franciaországban, Seine-Maritime megyében. Lakosainak száma 154 fő (2022. január 1.). Saint-Riquier-en-Rivière Blangy-sur-Bresle, Dancourt, Fallencourt és Preuseville községekkel határos.

## Népesség
A település népessége az elmúlt években az alábbi módon változott:
| Lakosok száma | 162  | 157  | 158  | 148  | 147  | 145  | 145  | 149  | 154  |
|               | 2013 | 2015 | 2016 | 2017 | 2018 | 2019 | 2020 | 2021 | 2022 |